# 彼女のシニヨン
「彼女のシニヨン」（かのじょのシニヨン）は、日本のロックバンド、TRICERATOPSの2枚目のシングル。1997年10月22日 、エピックレコードジャパンよりリリース。 

## 内容
- 前作より3ヶ月でリリースされた。
- 「彼女のシニヨン」にはタイアップが付いた（後述）。タイアップが付いたのはこの曲が初めてである。
- 1999年9月8日、12cm化して再発された。

## 収録曲
1. 彼女のシニヨン (3:04)
テレビ東京系『TOWER COUNTDOWN』オープニングテーマ
セックス・ピストルズの「Bodies」をモチーフに作られたR&Rナンバー。現在でもライブ終盤に演奏されることが多い。
2. 買い物へ行こう (5:06)
和田曰く「WEEZER好きの林を意識して、パワー・ポップ的要素を取り入れた曲」。

全作詞・作曲：和田唱　編曲：TRICERATOPS